# Agustín Gallardo
Agustín Nicolas Gallardo (* 1. März 2001) ist ein argentinischer Volleyballspieler.

## Karriere
Gallardo begann seine Karriere bei Lomas Voley. Anschließend spielte er bei Mutual Policial Formosa. Mit den argentinischen Junioren wurde der Mittelblocker 2019 Dritter bei der U19-WM. 2020 wechselte Gallardo zu UPCN San Juan Vóley. 2022/23 spielte er bei Defensores de Banfield. Danach kehrte er nach Formosa zurück und wurde mit dem Verein 2024 argentinischer Vizemeister. 2024 wurde er vom deutschen Bundesligisten ASV Dachau verpflichtet.